# Церковь Святого Алоизия (Изерлон)
Церковь Святого Алоизия (нем. St. Aloysius) — католическая приходская церковь в городе Изерлон, построенная в 1891—1895 годах; приход относится к архиепархии Падерборна.

## История и описание
Просторная кирпичная базилика Святого Алоизия была построена в романском стиле в период с 1891 по 1895 год: здание отличает двухбашенный фасад (Doppelturmfassade), трансепт и ступенчатые хоры. Проект здания был предложен архитекторами Карлом Рюделлем (Carl Michael Rüdell, 1855—1939), активно работавшим в Кёльне, и Ричардом Оденталем (Richard Odenthal, 1855—1919); освящение церкви состоялось уже 21 июня 1894 года. Церковь Святого Себастьяна в деревне Лобберих, также расположенной в земле Северный Рейн-Вестфалия, была построена по аналогичному проекту. Над главным входом здания в Изерлоне расположены три «готические розы» (характерные круглые окна), созданные по эскизу художницы Ирмгард Вессель (нем. Irmgart Wessel-Zumloh, 1907—1980).
Из оригинального убранства к началу XXI века в Церкви Святого Алоизия сохранились: «крестный путь» (см. Богослужение Крестного пути), скамьи, исповедальня и каменные статуи. Деревянное распятие является значительно более ранним элементом: эта работы была создана в Нюрнберге около 1520 года и позже приобретена приходом. Деревянное изображение сидящей богоматери также было создано до строительства храма: оно датируется примерно 1380 годом и, вероятно, было изготовлено в юго-западной Германии; в настоящее время оно принадлежит приходу. Две западные башни несут в общей сложности четыре стальных колокола, которые были отлиты в Бохуме в 1920 году.